# Krutovit
Krutovit ist ein sehr selten vorkommendes Mineral aus der Mineralklasse der „Sulfide und Sulfosalze“ mit der chemischen Zusammensetzung NiAs2 und damit chemisch gesehen Nickeldiarsenid.
Krutovit kristallisiert im kubischen Kristallsystem, konnte bisher aber nur in Form winziger Körner bis etwa 0,1 mm Größe oder eng verwachsen mit anderen Sulfidmineralen gefunden werden. Das Mineral ist in jeder Form undurchsichtig (opak) und zeigt auf den Oberflächen der hellgrauen bis grauweißen Körner einen metallischen Glanz.

## Etymologie und Geschichte
Die synthetische Verbindung NiAs2 wurde 1968 durch Ronald A. Munson dargestellt und analysiert. Seinen Analysen zufolge kristallisiert Nickeldiarsenid kubisch in der Pyritstruktur. Im gleichen Jahr analysierten auch Hans Holseth und Arne Kjekshus mehrere Verbindungen mit dem Stoffmengenverhältnis M : X2 und ermittelten für die Verbindung β-NiAs2 eine orthorhombische Symmetrie. Den von Holseth und Kjekshus ermittelten Gitterparametern zufolge ist β-NiAs2 identisch mit dem Mineral Rammelsbergit.
1970 beschrieben P. Kašpar und K. Paděra einen Gersdorffit mit ungewöhnlich großem Zellparameter, die aus der Lagerstätte Potůčky stammen sollte. Nach der Publikation wurde allerdings festgestellt, dass die Typlokalität nicht wie angegeben die Lagerstätte Potůčky nahe der gleichnamigen Ortschaft (deutsch Breitenbach), sondern der „Geshiber-Gang“ (eigentlich Geschieber-Gang) in der ehemaligen Grube Einigkeit nahe Jáchymov (deutsch Sankt Joachimsthal) in der tschechischen Region Karlovy Vary (deutsch Karlsbad) ist.
Nach genauer Analyse der Zusammensetzung und Struktur des ungewöhnlichen Gersdorffits stellten R. A. Vinogradova, N. S. Budashevskiy, I. A. Bud'ko, L. I. Bochek, P. Kāspar und K. Paděra fest, dass es sich um kubisches Nickeldiarsenid und damit um ein bisher unbekanntes Mineral handelte. Sie benannten das neu entdeckte Mineral nach dem ehemaligen Professor der Mineralogie an der Staatlichen Universität Moskau Georgy Alekseevich Krutov (russisch: Георгий Алексеевич Крутов, 1902–1989).
Die Untersuchungsergebnisse und der gewählte Name wurden 1975 zur Prüfung bei der International Mineralogical Association (IMA) eingereicht (interne Eingangs-Nr.: 1975-009), die den Krutovit als eigenständige Mineralart anerkannte. Publiziert wurde die Anerkennung 1977 im Fachmagazin American Mineralogist.
Typmaterial des Minerals wird im Nationalmuseum von Prag in Tschechien unter der Katalog-Nr. 61625 sowie im Bergbau-Museum der Staatlichen Bergbau-Universität Sankt Petersburg in Sankt Petersburg und im Mineralogischen Museum der Russischen Akademie der Wissenschaften in Moskau aufbewahrt.

## Klassifikation
Da der Krutovit erst 1975 als eigenständiges Mineral anerkannt und dies erst 1977 veröffentlicht wurde, ist er in der letztmals im gleichen Jahr aktualisierten 8. Auflage der Mineralsystematik nach Strunz noch nicht verzeichnet. 
In der zuletzt 2018 überarbeiteten Lapis-Systematik nach Stefan Weiß, die formal auf der alten Systematik von Karl Hugo Strunz in der 8. Auflage basiert, erhielt das Mineral die System- und Mineralnummer II/D.19-010. Dies entspricht der Klasse der „Sulfide und Sulfosalze“ und dort der Abteilung „Sulfide mit dem Stoffmengenverhältnis Metall : S,Se,Te < 1 : 1“, wo Krutovit als einziges Mineral eine unbenannte Gruppe mit der Systemnummer II/D.19 bildet.
Die von der International Mineralogical Association (IMA) zuletzt 2009 aktualisierte 9. Auflage der Strunz’schen Mineralsystematik ordnet den Krutovit in die Klasse der „Sulfide und Sulfosalze (Sulfide, Selenide, Telluride, Arsenide, Antimonide, Bismutide, Sulfarsenide, Sulfantimonide, Sulfbismutide)“ und dort in die Abteilung „Metallsulfide mit M : S ≤ 1 : 2“ ein. Hier ist das Mineral in der Unterabteilung „M : S = 1 : 2, mit Fe, Co, Ni, PGE usw.“ zu finden, wo es zusammen mit Changchengit, Cobaltit, Gersdorffit, Hollingworthit, Irarsit, Jolliffeit, Kalungait, Maslovit, Mayingit, Michenerit, Milotait, Orthogersdorffit, Padmait, Paragersdorffit, Platarsit, Tolovkit, Ullmannit und Willyamit die „Gersdorffitgruppe“ mit der Systemnummer 2.EB.25 bildet.
In der vorwiegend im englischen Sprachraum gebräuchlichen Systematik der Minerale nach Dana hat Krutovit die System- und Mineralnummer 02.12.01.12. Das entspricht der Klasse der „Sulfide und Sulfosalze“ und dort der Abteilung „Sulfidminerale“. Hier findet er sich innerhalb der Unterabteilung „Sulfide – einschließlich Seleniden und Telluriden – mit der Zusammensetzung AmBnXp, mit (m+n):p=1:2“ in der „Pyritgruppe (Isometrisch: Pa3)“, in der auch Pyrit, Vaesit, Cattierit, Penroseit, Trogtalit, Villamanínit, Fukuchilit, Kruťait, Hauerit, Laurit, Aurostibit, Sperrylith, Geversit, Insizwait, Erlichmanit, Dzharkenit, Gaotaiit und Mayingit eingeordnet sind.

## Chemismus
Die idealisierte (theoretische) Zusammensetzung von Krutovit (NiAs2) besteht aus Nickel (Ni) und Arsen (As) mit dem Stoffmengenverhältnis von 1 : 2, was einem Massenanteil (Gewichts-%) von 28,15 % Ni und 71,85 % As entspricht.
Die Ergebnisse der 32 Mikrosondenanalysen am Typmaterial von Krutovit aus Jáchymov ergaben allerdings eine leicht abweichende Zusammensetzung von durchschnittlich 24,98 % Ni und 73,37 % As sowie zusätzlich geringe Gehalte von 0,86 % Kupfer (Cu), 0,22 % Cobalt (Co), 0,15 % Eisen (Fe) und 0,19 % Schwefel (S). Auf der Basis von zwei Arsenatomen korrespondieren die Werte mit der empirischen Zusammensetzung (Ni0,7Cu0,03Co0,01)Σ=0,91As2,00.

## Kristallstruktur
Krutovit kristallisiert kubisch in der Raumgruppe P213 (Raumgruppen-Nr. 198) mit dem Gitterparameter a = 5,79 Å sowie vier Formeleinheiten pro Elementarzelle.

## Eigenschaften
Krutovit ist beständig gegenüber Kalilauge (KOH) sowie gegenüber Salzsäure (HCl), Eisen(III)-chlorid (FeCl3) und Quecksilber(II)-chlorid (HgCl2). Mit 50%iger Salpetersäure geätzte Oberflächen werden dunkelbräunlichgrau mit irisierenden Rändern.
Im Normalfall ist Krutovit von hellgrauer bis grauweißer Farbe und heller als die des oft mit ihm vergesellschafteten Minerals Nickelskutterudit. Auf polierten Flächen geht die Farbe von Krutovit in ein helles Weiß mit einem rosa Stich über.

## Modifikationen und Varietäten
Die Verbindung NiAs2 ist trimorph und kommt in der Natur neben dem kubisch kristallisierenden Krutovit (α-NiAs2) noch als orthorhombisch kristallisierender Rammelsbergit (β-NiAs2) und als ebenfalls orthorhombisch, allerdings in einer anderen Raumgruppe kristallisierender Pararammelsbergit vor.

## Bildung und Fundorte

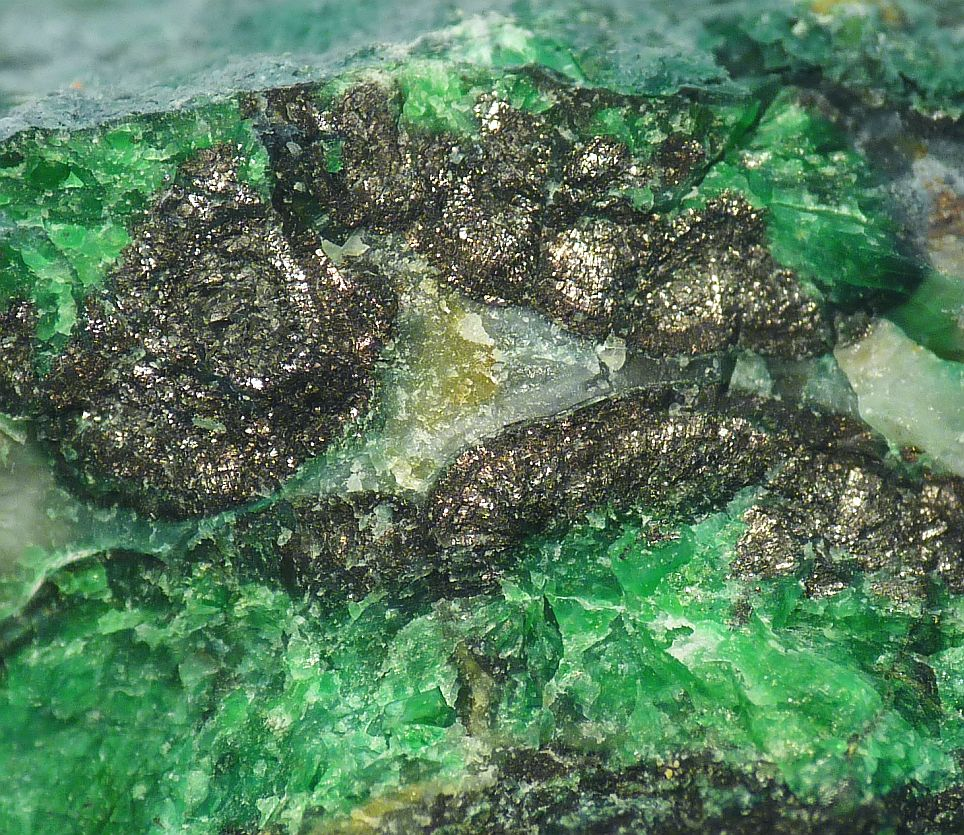
Grau-metallisches Krutovit-Aggregat mit grünen Nickelsilikaten und etwas Quarz vom Teliatko-Serpentinit-Erzkörper, Dobšiná, Slowakei (Sichtfeld 1,2 cm)

Krutovit bildet sich durch hydrothermale Vorgänge in Co-Ni-As-haltigen Sulfid-Gängen. An seiner Typlokalität, dem Geschieber-Gang bei Jáchymov in Tschechien, trat als Begleitmineral neben Nickelskutterudit noch Tennantit auf. Als weitere Begleitminerale kennt man aus der Ni-Co-Lagerstätte Khovu-Aksy mit Arseniden in Carbonat-Gängen in der Republik Tuwa im russischen Föderationskreis Sibirien noch Breithauptit, Löllingit, Nickelin, Rammelsbergit und Pararammelsbergit sowie gediegen Silber.
Krutovit gehört zu den sehr seltenen Mineralbildungen, das bisher nur in wenigen Mineralproben aus bisher 13 dokumentierten Fundorten entdeckt wurde (Stand 2020). Der Geschieber-Gang in der Grube Einigkeit und die Lagerstätte Potůčky im Bezirk Karlsbad (Karlovy Vary) sind dabei die bisher bekannten Fundorte in Tschechien.
Der bisher einzige bekannte Fundort in Deutschland ist der 1974 aufgegebene und weitgehend geflutete Diorit-Steinbruch am Wingertsberg bei Nieder-Ramstadt in der südhessischen Gemeinde Mühltal. Neben Bismut-, Silber-, Cobalt- und Nickelerzen wurden hier in den 1960er Jahren auch Uranerze wie der Uraninit sowie die seltenen Uranminerale Zeunerit und Metazeunerit entdeckt.
Auch in der Schweiz ist mit der ehemaligen Grube Grand-Praz mit seinen Cu-Ni-Bi-As-Vererzungen bei Ayer (Val d’Anniviers) im Kanton Wallis bisher nur ein Fundort für Krutovit bekannt.
Weitere bisher bekannte Fundorte sind die Maracás Menchen Mine in der gleichnamigen Gemeinde im brasilianischen Bundesstaat Bahia, die Lagerstätten Belorechensk nahe Maikop (Republik Adygeja), Ishkinino nahe Gai (englisch Gay, Oblast Orenburg) und Khovu-Aksy bei Chedi-Kholky (Republik Tuwa) in Russland sowie die serpentinierten, ultrabasischen Teliatko-Erzkörper und das hydrothermale Quarz-Carbonat-Gangsystem Zemberg-Terézia im Bergbaubezirk Dobšiná (deutsch Dobschau) in der (Košický kraj) und das ehemalige Gold- und Silber-Bergbaugebiet Vyšná Boca (Žilinský kraj) in der Slowakei.